# 카탈루냐인 용병대

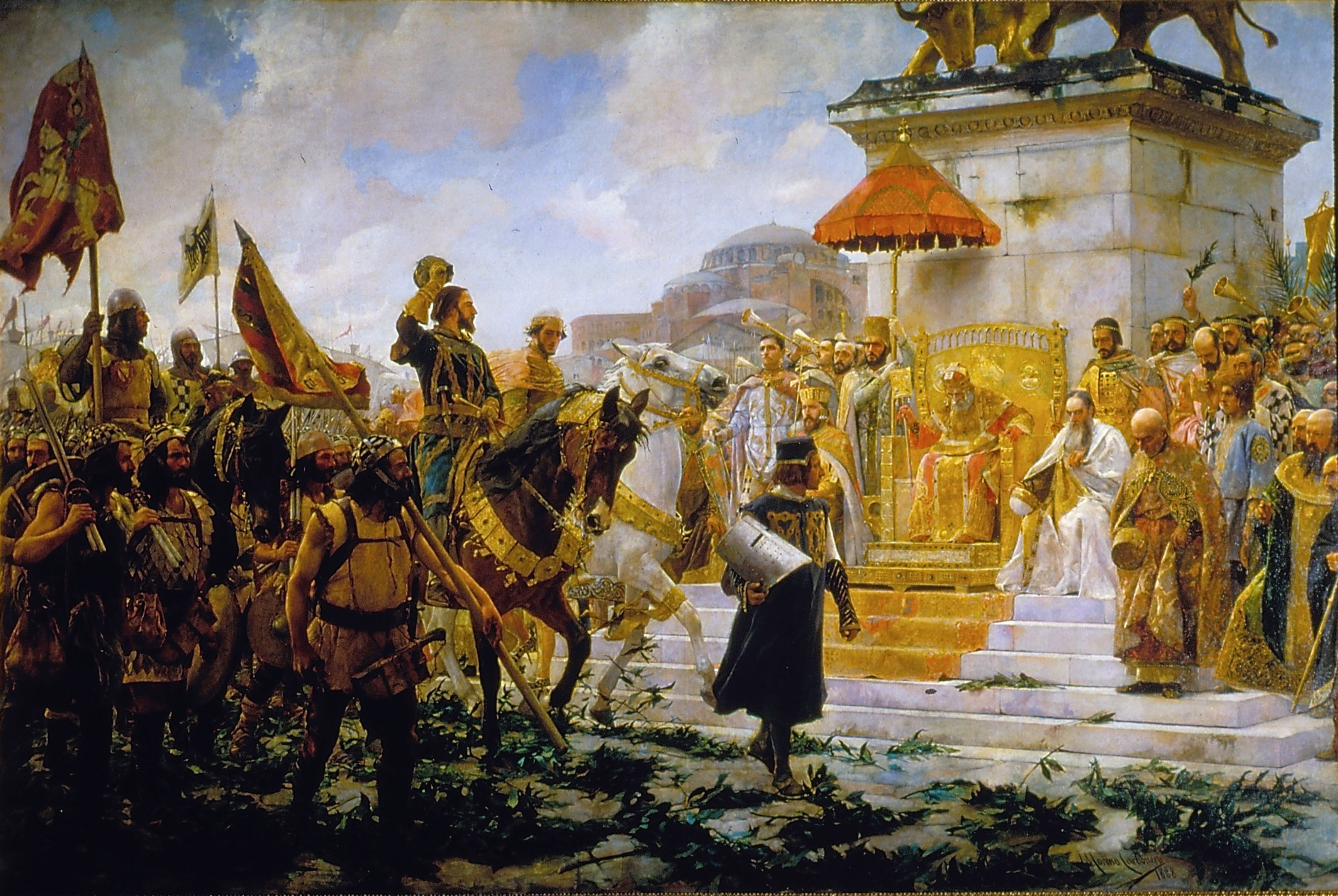
루게로 다 피오레를 맞는 동로마 황제. 1888년 그림.

위대한 카탈루냐인 용병대(카탈루냐어: Gran Companyia Catalana, 라틴어: Magna Societas Catalanorum, 영어: Great Catalan Company)는 14세기 초에 루게로 다 피오레가 이끌었던 자유용병대였다. 주로 동로마 황제 안드로니코스 2세 팔레올로고스에게 고용되어 튀르크족과 싸웠다. 시칠리아 만종 전쟁이 1302년 칼타벨로타 화약으로 끝나면서 실업자가 된 알모가바르 베테랑들이 병력 주축이 되었다.